# Gélose Salmonella Shigella
Isolement de Salmonella, Shigella ouYersinia.

## Composition
```
-peptone:......................5,0 g
-
extrait de viande
:............5,0 g
-
lactose
:.....................10,0 g
-
citrate
 de 
sodium
:...........10,0 g
-citrate de 
fer
 III:...........1,0 g
-sels biliaires:...............8,5 g
-vert brillant:................3,3 mg
-rouge neutre:..................25 mg
-thiosulfate de sodium:........8,5 g
-
Agar
:........................12,0 g
 pH = 7
```

## Préparation
63 g de poudre dissous par ébullition.

Se reporter à la notice en raison de variations de la composition(Formule moins inhibitrice des Shigella à 5,5 g de sels biliaires par exemple).
NE PAS AUTOCLAVER

## Lecture

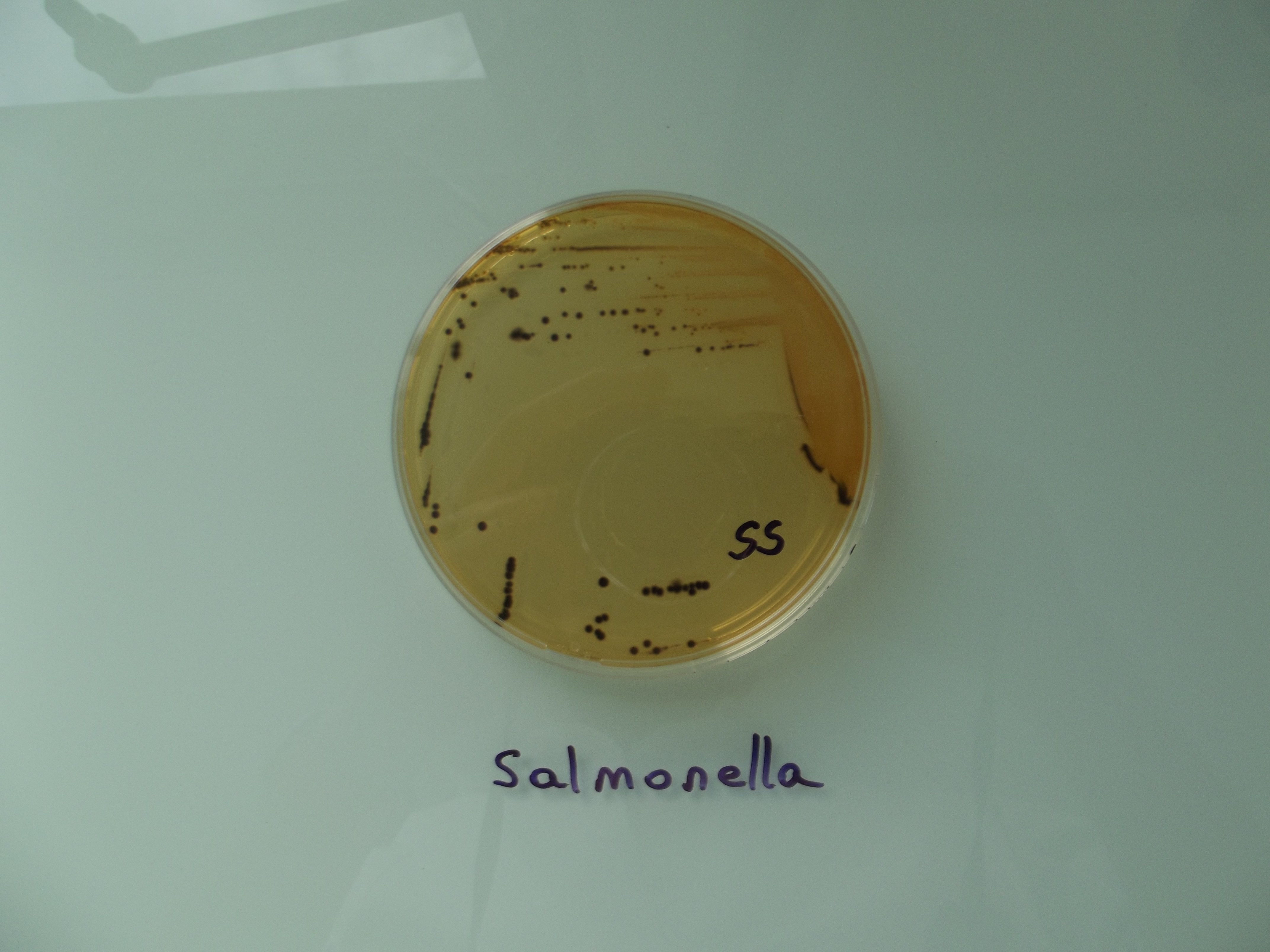
Salmonella enterica enterica sérotype Enteritidis isolé sur SS à partir d'une coproculture.

Lac - : colonies incolores
Lac + : colonies rouges 
Centre noir : H2S +
Pas de centre noir : H2S -
Ne cultivent normalement sur ce milieu que les Gram - cultivant facilement. 
Toutefois on peut rencontrer des Enterococcus tout particulièrement pour certaines compositions.
Les coliformes, comme les bacilles Gram- oxydase + (Pseudomonas) ne sont pas inhibés contrairement aux affirmations parfois rencontrées.